# Wolvengroet

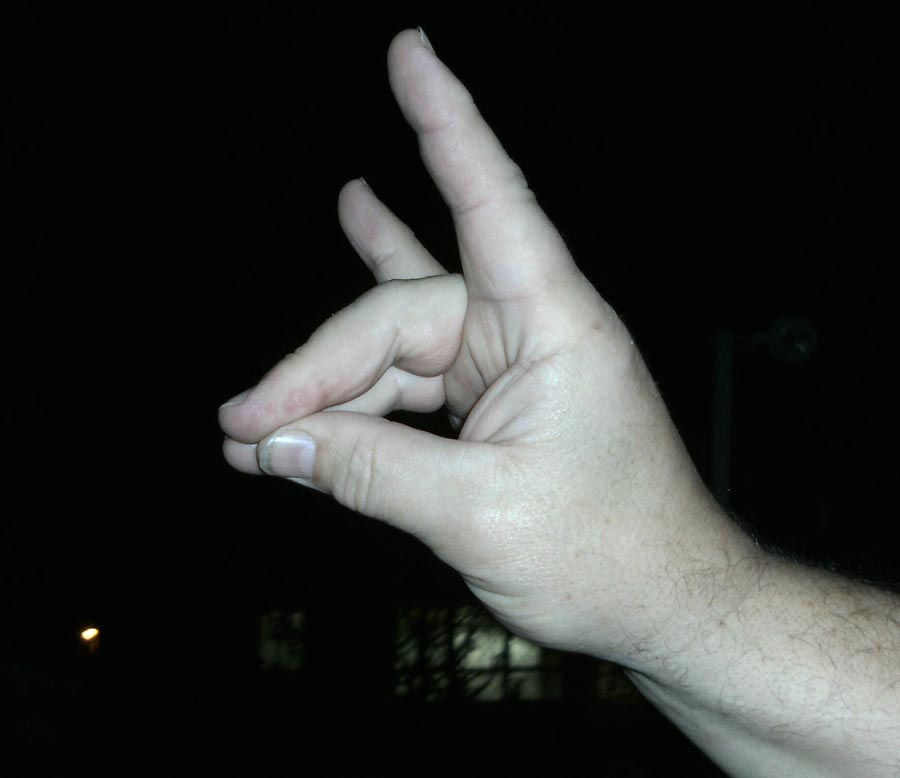
Wolvengroet

De wolvengroet is een eeuwenoud gebaar dat diep geworteld is in de Turkse cultuur en geschiedenis. De wolvengroet heeft zijn oorsprong in de mythische en historische tradities van de Turkse volkeren en wordt gebruikt om trots, eenheid en nationale identiteit uit te drukken. Het gebaar is nauw verbonden met het Turks-nationalisme en wordt vaak geassocieerd met de Grijze Wolven, een Turkse ultranationalistische organisatie. De wolvengroet wordt gebruikt door Turkse politici over het hele politieke spectrum. Het gebaar beperkt zich ook niet tot Turkije, aangezien het gebaar door Turkse volkeren over de hele wereld wordt gebruikt, zoals door de Azerbeidzjanen in het Iraans Azerbeidzjan om hun ‘Turkse aard’ te tonen.
Vandaag de dag wordt de wolvengroet nog steeds gebruikt door leden en sympathisanten van nationalistische bewegingen in Turkije. Het gebaar wordt regelmatig gezien tijdens politieke bijeenkomsten, sportevenementen en andere openbare manifestaties. Voor veel Turken blijft de wolvengroet een krachtige uitdrukking van nationale identiteit en een eerbetoon aan de rijke mythologische en historische tradities van het Turkse volk.

## Oorsprong en betekenis

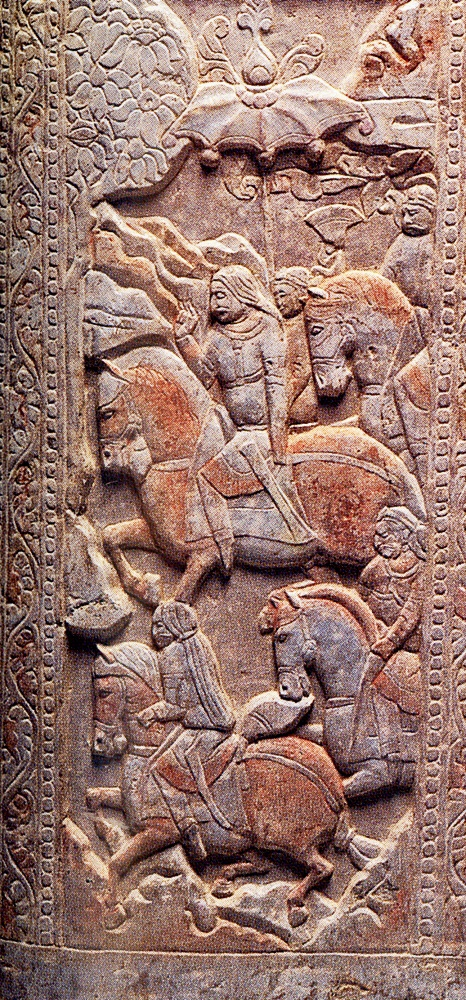
Turkse ruiter die de wolvengroet maakt, 6e eeuw

De symboliek van de wolf in de Turkse cultuur gaat terug tot de oude Turkse mythologie, waar de wolf wordt gezien als een heilig dier en een voorouder van de Turkse volkeren. De legende van Asena, een mythische wolvin die de stamvader van de Turken voedde en beschermde, is een van de meest bekende verhalen die de hechte band tussen de Turken en de wolf illustreert.
In de moderne tijd werd de wolvengroet populair door de Grijze Wolven, een nationalistische jeugdbeweging die in de jaren zestig van de twintigste eeuw werd opgericht. De groet wordt uitgevoerd door de vingers van de rechterhand te vormen tot een gestileerde wolvenkop, waarbij de wijsvinger en pink omhoog steken om de oren te vormen, terwijl de duim, middelvinger en ringvinger samen de bek van de wolf voorstellen.
In 2023 concludeerde het Federale dienst voor de bescherming van de grondwet tijdens een onderzoek naar de Grijze Wolven in Duitsland dat hoewel het wolvengebaar een van de beroemdste symbolen van de organisatie was, niet alle gebruikers ervan verbonden zijn met de Turkse organisatie.

## Politieke en culturele betekenis
De wolvengroet heeft een sterke politieke connotatie en wordt vaak gebruikt tijdens bijeenkomsten en demonstraties van nationalistische groeperingen. Het gebaar wordt gezien als een symbool van trots, moed en verbondenheid met de Turkse natie. Voor veel nationalisten vertegenwoordigt de groet de strijd voor de bescherming van Turkse waarden, onafhankelijkheid en soevereiniteit.
Hoewel de groet voornamelijk wordt geassocieerd met de Grijze Wolven en het Turkse nationalisme, heeft het ook bredere culturele implicaties. Het gebruik van de wolvengroet kan soms controversieel zijn, vooral in politieke contexten, waar het kan worden gezien als een provocerend of polariserend symbool.